# 덴메이정
덴메이정(일본어: 天明町)은 일본 구마모토현 호타쿠군의 옛 정이다. 정의 이름은 텐메에 신카와에서 유래되었다.
구마모토현 내에서는 1970년 이후 21년 만에 처음으로 시정촌 합병 사례가 되었다. 구 덴메이정 전역은 2012년 4월 1일에 구마모토시의 정령 지정도시 이행에 따라 미나미구의 일부가 되었다.
1991년 2월 1일 가와치정, 아키타정, 호쿠부정과 함께 구마모토시에 편입 합병되어 소멸하였다. 

## 지리
구마모토시 중심부에서 남서쪽으로 약 8km 떨어진 곳에 위치했다. 서쪽은 아리아케해에 접해 있고, 남쪽은 미도리강을 사이에 두고 우토시와 접해 있다. 

## 역사
- 1889년 4월 1일 - 정촌제 시행에 의해 나카미도리촌, 가와구치촌, 우치다촌, 젠도모촌, 오쿠코가촌, 우지구치촌이 성립하였다.
- 1956년 9월 30일 - 나카미도리촌, 가와구치촌, 우치다촌, 젠도모촌, 오쿠코가촌, 우지구치촌이 신설합병해 덴메이촌이 성립하였다.
- 1971년 4월 1일 - 정으로 승격해 덴메이정이 되었다.
- 1991년 2월 1일 - 구마모토시에 편입되었다.

## 교통

### 도로
- 국도 501호선

## 참고 문헌
- 角川日本地名大辞典編纂委員会, 『角川日本地名大辞典 43 熊本県』1987, 角川書店